# Putovanje na zapad
Putovanje na zapad (kineski: 西遊記; pinjin: Xī Yóu Jì) kineski je roman objavljen u 16. veku tokom Ming dinastije i pripisan Vuu Čengenu. To je jedan od četiri velika klasična romana kineske književnosti. Opisan je kao verovatno najpopularnije književno delo u istočnoj Aziji. Skraćeni prevod Artura Vejlija, Majmun, poznat je u zemljama engleskog govornog područja.
Roman je prošireni prikaz legendarnog hodočašća budističkog monaha dinastije Tang Sjuencanga koji je putovao u „zapadne regije“, odnosno u Srednju Aziju i Indijski potkontinent, kako bi nabavio budističke svete tekstove (sutre) i vratio se nakon mnogih iskušenja i mnogo patnje. Delo zadržava široke obrise Sjuencangovog sopstvenog izveštaja, Veliki Tang zapisi o zapadnim regionima, ali roman dinastije Ming dodaje elemente iz narodnih priča i autorovog izuma, to jest da je Gautama Buda dao ovaj zadatak monahu (koji se naziva Tang Sancang u romanu) i pružio mu tri zaštitnika koji su se složili da mu pomognu kao okajanje za svoje grehe. Ovi učenici su Sun Vukong, Džu Bađe i Ša Vuđing, zajedno sa zmajevim princom koji deluje kao konj Tang Sancanga, beli konj.
Putovanje na zapad ima snažne korene u kineskoj narodnoj religiji, kineskoj mitologiji, konfučijanskoj, taoističkoj i budističkoj filozofiji, a panteon taoističkih besmrtnika i budističkih bodisatva i danas odražavaju neke kineske verske stavove. Trajno popularan, roman je istovremeno komična avanturistička priča, šaljiva satira kineske birokratije, vrelo duhovnog uvida i proširena alegorija u kojoj grupa hodočasnika putuje ka prosvetljenju snagom i vrlinom saradnje.

## Autorstvo
Smatralo se da je Putovanje na zapad u 16. veku anonimno napisao i objavio Vu Čengen. Hu Ših, književni naučnik i bivši ambasador u Sjedinjenim Državama, napisao je da su ga ljudi Vuovog rodnog grada rano pripisali to Vuu, i vodili evidenciju o tome već od 1625; prema tome, tvrdio je ambasador Hu, Putovanje na zapad je bio jedan od najranijih kineskih romana za koji je autorstvo zvanično dokumentovano. Jedna nedavna stipendija baca sumnje u ovu atribuciju. Dejvid Latimor, istraživač kineske književnosti sa Univerziteta Braun, navodi: „Poverenje ambasadora bilo je prilično neopravdano. Ono što glasilo kaže je da je Vu napisao nešto što se zove Putovanje na zapad. U njemu ne spominje bilo šta o romanu. U pitanju je moglo biti bilo koja verzija naše priče, ili nešto sasvim drugo.”
Prevodilac V. Dž. F. Džener ističe da, iako je Vu poznavao kinesku birokratiju i politiku, sam roman ne sadrži nikakve političke detalje koje „prilično načitan običan čovek nije mogao znati“. Antoni K. Ju navodi da identitet autora, kao i kod mnogih drugih glavnih dela kineske fantastike, „ostaje nejasan“, ali da Vu ostaje „najverovatniji“ autor. Ju svoj skepticizam zasniva na detaljnim studijama koje je spoveo Glen Dadbrdž. Pitanje autorstva dodatno se komplikuje postojanjem većine materijala romana u obliku narodnih priča.
Bez obzira na poreklo i autorstvo, Putovanje na Zapad postalo je merodavna verzija ovih narodnih priča, a Vuovo ime je neraskidivo povezano sa knjigom.

## Istorijski kontekst
Roman Putovanje na Zapad zasnovan je na istorijskim događajima. Sjuencang (602–664) bio je monah u hramu Đingtu u kasnoj dinastiji Suej i prestonici Čangan rane Tang dinastije. Motivisan traženjem boljih prevoda budističkih spisa u to vreme, Sjuencang je napustio Čangan 629. godine, uprkos zabrane cara Tajcunga iz Tanga da putuje. Uz pomoć simpatetičnih budista, putovao je preko Gansua i Ćinghaja do Kumula (Hami), odatle prateći planine Tjen Šan do Turpana. Potom je prešao današnji Kirgistan, Uzbekistan i Avganistan, prošao kroz Gandaru, stigavši do Indije 630. Sjuencang je tokom narednih trinaest godina putovao kroz Indijski potkontinent, posećivao važna budistička hodočasnička mesta, studirao na drevnom univerzitetu u Nalandi, i raspravljao o rivalima budizma.
Sjuencang je napustio Indiju 643. godine i vratio se u Čangan 646. Iako je prekršio carsku zabranu putovanja kada je odlazio, Sjuencang je po povratku primio toplu dobrodošlicu od cara Tajcunga. Car je pružao novac i podršku za Sjuencangove projekte. On se pridružio manastiru Da Cien (Manastir velike majčinske blagodati), gde je vodio zgradu Velike pagode divlje guske radi očuvanja spisa i ikona koje je doneo iz Indije. Svoje putovanje zabeležio je u knjizi Veliki Tang zapisi o zapadnim regionima. Uz podršku cara, osnovao je institut u manastiru Juhua Gong (Palata sjaja od žada) posvećen prevođenju spisa koje je doneo nazad. Njegov prevodilački i komentatorski rad uspostavio ga je kao osnivača budističke Škole likova Darme. Sjuencang je umro 7. marta 664. godine. Manastir Sjuencang je osnovan 669. godine, u tu počiva njegov pepeo.
Popularne i pripovedačke verzije putovanja Sjuencanga još iz doba dinastije Južnog Sunga uključuju majmuna kao glavnog junaka.

## Značajni prevodi na engleski jezik
- Majmun: Narodna priča o Kini (1942), skraćeni prevod Artura Vejlija. Već dugi niz godina, najpoznatiji prevod dostupan na engleskom jeziku. Prevod sa Vejlija takođe je objavljen kao Avanture boga majmuna, Majmun na zapadu, Majmun: Narodni roman Kine i Avanture majmuna, i u daljoj skraćenoj verziji za decu, Dragi majmun. Vejli je u svom predgovoru primetio da je metoda usvojena u ranijim skraćenicama „ostavljati prvobitni broj zasebnih epizoda, ali ih drastično smanjiti, naročito isecanjem dijaloga. Ja sam većinom usvojio suprotan princip, izostavljajući mnoge epizode, ali prevodeći one koje su zadržane gotovo u celosti, izostavljajući, međutim, većinu usputnih odlomaka u stihovima, koji se vrlo loše prevode na engleski jezik.“[10] Stepen skraćivanja, 30 od 100 poglavlja (što odgovara otprilike 1/6 čitavog teksta), i izrezivanje većine stihova, dovelo je do toga da su nedavni kritičari dodelili niže mesto ovom prevodu, kao dobro prepričavanje priče.[11] S druge strane, hvaljen je kao „izuzetno veran izvornom duhu dela“.[12]

Književni naučnik Endru H. Plaks ističe da je Vejlijevo skraćivanje odražavalo njegovu interpretaciju romana. Ovaj „sjajan prevod ... odabirom epizoda stvorio je varljiv utisak da je ovo u osnovi zbirka popularnih materijala obeleženih narodnom duhovitošću i humorom“. Vejli je svesno sledio Hu Šihovo vođstvo, kao što je prikazano u Huovom uvodu izdanja iz 1943. godine. Hu je prezirao alegorijske interpretacije romana kao staromodne i umesto toga insistirao da su priče jednostavno komične. Interpretacija Hu Šiha odražavala je popularno čitanje romana, ali ne uzima u obzir nivoe značenja i alegorijski okvir za koji su naučnici u Kini i na zapadu pokazali da je važan deo ovog poznog Ming teksta.
- Putovanje na zapad (1982–1984), kompletan prevod u četiri toma, Vilijama Džona Fransisa Dženera.[а] Čitljiv prevod bez naučnog žargona.[14]

- Putovanje na zapad (1977–1983), kompletan prevod u četiri toma Antonija K. Jua, prvi koji je preveo poeme i pesme za koje Ju tvrdi da su od suštinskog značaja za razumevanje autorovih značenja.[б] Ju je takođe pružio obiman naučni uvod i beleške.[5][14] Godine 2006, preduzeće Univerzitet Čikago Pres je objavilo skraćenu verziju ovog prevoda pod naslovom Majmun i monah. Godine 2012, Univerzitet Čikago Pres je izdao revidirano izdanje Juovog prevoda u četiri toma. Pored ispravljanja ili izmene prevoda i pretvaranja romanizacije u pinjin, novo izdanje ažurira i dopunjuje napomene, revidira i proširuje uvod u pogledu novih naučnih saznanja i načina tumačenja.

## Napomene
1. ↑  Published by Foreign Languages Press Beijing. ( 0-8351-1003-6,  0-8351-1193-8,  0-8351-1364-7); 1993 edition in four volumes:  978-7-119-01663-4; 2003 edition in six volumes with original Chinese on left page, English translation on right page:  7-119-03216-X
2. ↑  Published by University of Chicago Press: HC  0-226-97145-7,  0-226-97146-5,  0-226-97147-3,  0-226-97148-1; PB  0-226-97150-3,  0-226-97151-1;  0-226-97153-8;  0-226-97154-6.

## Literatura
- Plaks, Andrew (1994). „Journey to the West”.  Ур.: Miller, Barbara S. Masterworks of Asian Literature in Comparative Perspective. New York: M.E. Sharpe. стр. 272—284.